# Rhythmic Noise
Rhythmic noise (známý také jako power noise a příležitostně jako distorted beat music) je fúze stylů mezi noisecorem a různými elektronickými tanečními styly, zejména těch, souvisejících s EBM. To by však nemělo být zaměňováno s Power electronics, který postrádá rytmické prvky a je blíže k harsh noisu. Jeho počátky jsou převážně evropské.

## Historie
Rhythmic noise bere inspiraci od španělského industrialního projektu Esplendor Geométrico, aktivní od roku 1980.
Termín power noise byl vytvořený Raoulem Rouckou z Noisex v roce 1997, se skladbou United (Power Noise Movement). Styl byl představen v americké industriální scéně electro-industriálním aktem :wumpscut: .
První rhythmic noise umělci byli Němci.

## Charakteristika
Zpravidla platí, že power noise je instrumentální, založený na zkreslených kopácích z drum machine, jako je například Roland TR-909, používá militaristické 4/4 takty. Občas rhythmic noise obsahuje i melodické prvky, ale obvykle v sekundárním rytmu. Power noisové skladby bývají strukturní, abstraktní a na rozdíl od stylů noise nebo power electronics na ně lze tancovat. Tento žánr je možno slyšet např. na festivalu Maschinenfest v Krefeldu, Německo, stejně jako na festivalu Infest v Bradfordu, Velká Británie.
Některé projekty kombinují power noise spolu s Aggrotech, jako např. Combichrist nebo Dulce Liquido. Jiní, jako třeba Tarmvred, kombinují tento styl s breakcorem.

## Producenti
- 100blumen
- Ah Cama-Sotz
- Asche
- Contagious Orgasm
- Converter
- Hypnoskull
- Imminent / Imminent Starvation
- Iszoloscope
- P·A·L
- Sonar
- Synapscape
- This Morn' Omina
- Winterkälte

## Vydavatelství
- Ant-Zen
- Hive Records
- Hands Production

## Technoid
Technoid je hudební odnož Rhythmic Noisu.
Tento styl čerpá své vlastnosti z IDM, breakcoru a power noisu. Vlivy v něm najdete také z industrialu. Interpreti v tomto žánru často používají nekonvenční zvuky, čerpají z přírody nebo samplují staré 8bitové hry. Není neobvyklé, kdy jsou dvě po sobě jdoucí alba jednoho interpreta v tomto žánru diametrálně odlišné a takřka z nich nepoznáte, že obě nahrál stejný člověk.

### Producenti
- Gridlock
- Mental D-struction
- Somatic Responses
- Xingu Hill

### Vydavatelství
- Hymen Records